# Stayneria
Genre
Classification phylogénétique
Stayneria L.Bolus est un genre de plante de la famille des Aizoaceae.
Stayneria L.Bolus, in J. S. African Bot. 27: 47 (1960)
Type : Stayneria littlewoodii L.Bolus

## Liste des espèces
- Stoeberia apetala L.Bolus
- Stoeberia arborea van Jaarsv.
- Stoeberia beetzii (Dinter) Dinter & Schwantes
- Stoeberia carpii Friedrich
- Stoeberia frutescens (L.Bolus) van Jaarsv.
- Stoeberia gigas Dinter & Schwantes
- Stoeberia hallii L.Bolus
- Stoeberia littlewoodii L.Bolus
- Stoeberia porphyrea H.E.K.Hartmann
- Stoeberia rupis-arcuatae Dinter & Schwantes
- Stoeberia utilis (L.Bolus) van Jaarsv.